# Molophilus errabunga
Molophilus errabunga är en tvåvingeart som beskrevs av Günther Theischinger 1992. Molophilus errabunga ingår i släktet Molophilus och familjen småharkrankar. Inga underarter finns listade i Catalogue of Life.